# Rzgów (gmina w województwie łódzkim)
Rzgów (do 1953 gmina Gospodarz) – gmina miejsko-wiejska w województwie łódzkim, w powiecie łódzkim wschodnim. W latach 1975–1998 gmina położona była w ówczesnym województwie łódzkim.
Siedziba gminy to Rzgów.
Według danych z 31 grudnia 2007 gminę zamieszkiwały 9174 osoby.

## Struktura powierzchni
Według danych z roku 2007 gmina Rzgów ma obszar 66,33 km², w tym:
- użytki rolne: 85%
- użytki leśne: 5%

Gmina stanowi 13,27% powierzchni powiatu łódzkiego wschodniego.

## Demografia

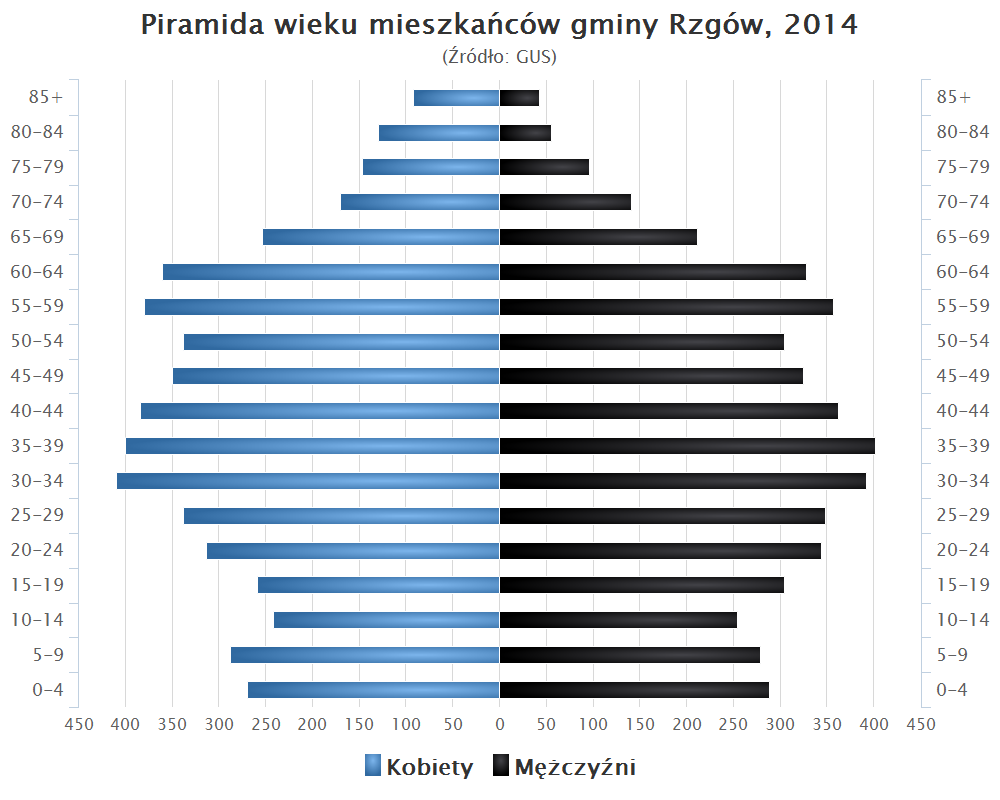
Piramida wieku mieszkańców gminy Rzgów w 2014 roku

Dane z 31 grudnia 2007:
| Opis                              | Ogółem | Ogółem | Kobiety | Kobiety | Mężczyźni | Mężczyźni |
| --------------------------------- | ------ | ------ | ------- | ------- | --------- | --------- |
| Jednostka                         | osób   | %      | osób    | %       | osób      | %         |
| Populacja                         | 9174   | 100    | 4751    | 51,8    | 4423      | 48,2      |
| Gęstość zaludnienia [mieszk./km²] | 138    | 138    | 72      | 72      | 67        | 67        |

## Oświata
- Szkoła Podstawowa im. Jana Długosza w Rzgowie,
- Szkoła Podstawowa w Guzewie,
- Szkoła Podstawowa im. Św. Królowej Jadwigi w Kalinie[5]

## Ochotnicza Straż Pożarna
- OSP Rzgów[6],
- OSP Sławsk,
- OSP Kurów,
- OSP Barłogi,
- OSP Grabienice,
- OSP Kowalewek,
- OSP Zastruże,
- OSP Branno,
- OSP Świątniki,
- OSP Zarzew,
- OSP Witnica[7]

## Koło Gospodyń Wiejskich
- Koło Gospodyń Wiejskich w Józefowie,
- Koło Gospodyń Wiejskich w Osieczy Drugiej,
- Koło Gospodyń Wiejskich w Brannie,
- Stowarzyszenie Koło Gospodyń Wiejskich w Rzgowie,
- Koło Gospodyń Wiejskich Osieczanki w Osieczy Pierwszej,
- Stowarzyszenie Koło Gospodyń Wiejskich w Sławsku,
- Koło Gospodyń Wiejskich "Świątniczanki" w Świątnikach,
- Stowarzyszenie Koło Gospodyń Wiejskich w Zarzewie,
- Koło Gospodyń Wiejskich Grabienice,
- Koło Gospodyń Wiejskich w Witnicy,
- Koło Gospodyń Wiejskich w Zastrużu "Zastrużanki",
- Koło Gospodyń Wiejskich "Barłożanki" w Barłogach[8]

## Sołectwa
Bronisin Dworski, Czyżeminek, Gospodarz, Grodzisko-Konstantyna, Guzew-Babichy, Huta Wiskicka-Tadzin, Kalinko, Kalino, Prawda, Romanów, Rzgów (sołectwa: Rzgów I i Rzgów II), Stara Gadka, Starowa Góra.

## Miejscowości niesołeckie
Kalinko-Morgi

## Sąsiednie gminy
Brójce, Ksawerów, Łódź, Pabianice, Pabianice (miasto), Tuszyn